# Der er en yndig mand
Der er en yndig mand (no Brasil, Um Sujeito Encantador) é um filme de drama em curta-metragem dinamarquês de 2002 dirigido e escrito por Martin Strange-Hansen e Flemming Klem. Venceu o Oscar de melhor curta-metragem em live action na edição de 2003.

## Elenco
- Martin Buch - Lars Hansen
- Camilla Bendix - Ida
- Farshad Kholghi - Omid
- Martin Hestbæk - Niels
- Michel Castenholt - Pelle
- Niels Martin Eriksen - Magnus